# Volcan bouclier

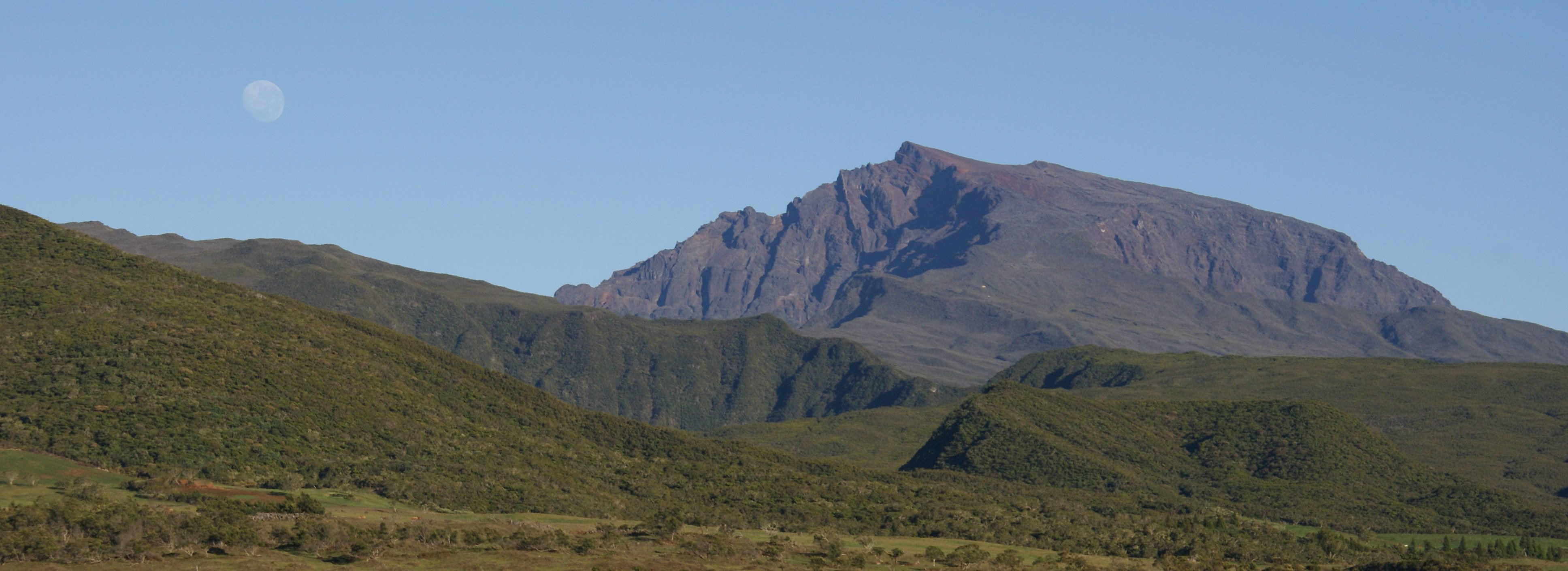
Le piton des Neiges, volcan bouclier et point culminant de l’île de La Réunion et de l’archipel des Mascareignes. Inactif depuis plus de 12000 ans, il est à l’origine de la formation de l’île.

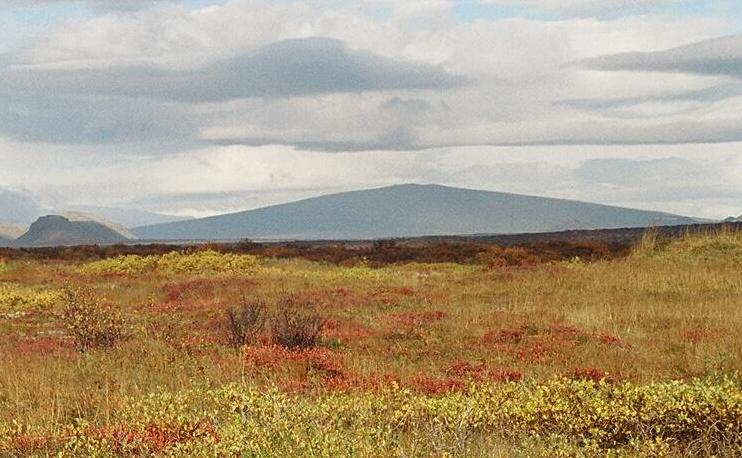
Vue du Skjaldbreiður en Islande.

Un volcan bouclier est un volcan caractérisé par des éruptions effusives produisant des coulées de lave fluide. Sa forme de cône relativement plat évoque celle d'un bouclier posé sur le sol. Il comporte en général, à son sommet, un large cratère volcanique (contenant parfois un lac de lave).
Le risque volcanique est en général faible, du fait de la prévisibilité des éruptions et de la relative lenteur d'avancée des coulées de lave.

## Exemples
Les volcans boucliers les plus connus sont : 
- l'Erta Ale en Éthiopie ;
- le Kīlauea, le Mauna Loa et le Mauna Kea à Hawaï (États-Unis) ;
- le Karthala aux Comores ;
- le piton de la Fournaise et le piton des Neiges à La Réunion (France) ;
- le mont Takahé en Antarctique occidental ;
- l'Olympus Mons, plus haut relief connu du système solaire, situé sur la planète Mars.

De nombreux autres volcans boucliers sont présents dans l'archipel des îles Galápagos (Équateur) ainsi qu'en Islande.

## Records de taille
Le plus grand volcan bouclier connu dans le système solaire, tant par le diamètre que par l'altitude, est Olympus Mons, sur la planète Mars.
Le plus grand volcan bouclier sur la planète Terre, d'après les données disponibles en 2013 est un volcan sous-marin, récemment découvert à l'est du Japon, dans l'océan Pacifique, dans une chaîne de montagnes sous-marines dite « Shatsky Rise » (un plateau océanique rocheux long d'environ 900 km) : le volcan massif endormi dit « Tamu », dont la description a été publiée mi 2013 par une équipe américano-japonaise. Il serait apparu il y a 145 millions d'années et mesure 4,5 km de hauteur (fond marin dans cette zone approximativement de −6 400 m, sommet à environ 2 000 m sous la surface de l'océan) avec des racines plongeant dans le magma à environ 30 km de profondeur dans la croûte terrestre.
Les analyses d'échantillons et de la structure du massif Tamu récemment publiées laissent penser qu'il diffère des autres mégavolcans qui sont constitués de plusieurs volcans associés ; selon le journal Nature Geoscience, il s'agirait peut-être du créateur unique d'un vaste plateau océanique qui se serait formé à partir d'un seul jet continu de magma et en quelques millions d'années, au début du Crétacé.
D'autres volcans de ce type pourraient en réalité ne pas encore avoir été découverts, par exemple dans le plateau océanique Ontong Java (OJP) à l'est des Îles Salomon, plateau dont les roches ont une composition qui évoque celle du Massif Tamu.